# 소닉 슈퍼스타즈
《소닉 슈퍼스타즈》는 아제스트와 소닉 팀이 개발하고 세가가 배급한 2023년 플랫폼 게임이다. 《소닉 더 헤지혹》 시리즈의 본편 게임으로 닌텐도 스위치, 플레이스테이션 4, 플레이스테이션 5, 마이크로소프트 윈도우, 엑스박스 원 및 엑스박스 시리즈 X/S 플랫폼으로 발매됐다.
메가 드라이브 시대의 《소닉 더 헤지혹》 게임플레이와 3D 그래픽을 결합한 것이 특징이다. 소닉, 테일즈, 너클즈와 에이미, 총 4명의 캐릭터 중 하나를 조종해 닥터 에그맨과 팡 더 헌터, 그리고 신규 등장인물 트립을 물리치는 것이 목표이다.
출시 당시 언론으로부터 《소닉 더 헤지호그 4: 에피소드 1》과 《에피소드 2》보다 좋으나 《소닉 매니아》보다 열등하다는 의견과 함께 복합적인 평가를 받았다. 메가 드라이브 시대 《소닉》 게임플레이를 재현한 것은 호평을 받았으나 난삽한 협동플레이같은 신 요소들이 지적받았고 그래픽과 음악에 대해 평이 갈렸다. 초기 성적은 세가의 기대치보다 다소 낮았는데 동시기 출시된 유사 플랫폼 게임 《슈퍼 마리오브라더스 원더 (2023)》와의 경쟁이 요인으로 꼽혔다.

## 출시
세가는 2023년 6월 8일 서머 게임 페스트에서 《소닉 슈퍼스타즈》를 처음 발표했다.

## 반응
《소닉 슈퍼스타즈》는 리뷰 애그리게이터 웹사이트 메타크리틱에서 엑스박스 시리즈 X/S판이 76/100점을 기록해 "대체적으로 긍정적인 평가"를, 플레이스테이션 5판과 닌텐도 스위치판이 각각 73/100, 71/100점을 기록해 "복합적 및 평균적인 평가"를 받았다. 오픈크리틱에서는 "양호"를 기록했다.

## 참조

### 주해
1. ↑  영어: Sonic Superstars, 일본어: ソニック スーパースターズ
2. ↑  Score based on 66 reviews[2]
3. ↑  Score based on 10 reviews.[3]
4. ↑  Score based on 11 reviews[4]
5. ↑  Rating based on 81 reviews[5]